# 桂かい枝
桂 かい枝（かつら かいし、1969年5月7日 - ）は兵庫県尼崎市出身の落語家。本名∶古瀬 浩雄。出囃子は「三枚弾き」。定紋は「結三柏」「三ツビリケン」。
文化庁文化交流使（平成19年度）。吉本興業所属。上方落語協会会員。香港理工大学特別講師。名古屋大学非常勤講師。大阪樟蔭女子大学客員教授。

## 来歴・人物
報徳学園中学校から兵庫県立尼崎北高等学校に進学。高校在学時には水球でインターハイに出場した経験を持つ。じゅんいちダビッドソンは同じ高校の水球部の後輩。
高崎市立高崎経済大学在学中、偶然見た5代目桂文枝の高座に惚れ込み、弟子入りを決意。大学を卒業後の1994年6月に5代目文枝に入門した。素人時代に落語の経験が全くなかったため、芸名を拝名するまで9カ月もの期間を要した。1995年3月初舞台。演目は「東の旅～煮売屋」。初舞台当日に師匠から「今日から噺家としてカイシや!」と「かい枝」の高座名をもらった。高座名の「かい枝」は、初舞台の2時間前に、今から「開始」との駄洒落で師匠がその場で付けたとされるが、事前に字画なども考えられたというのが真相である。
古典落語や創作落語の他、1997年から英語落語にも取り組み、海外公演は1998年のアメリカ公演を皮切りに、25か国、108都市、300公演以上に及ぶ。文化庁文化交流使に任命され、2008年4月から1年間、全米30都市以上をキャンピングカーで回って90公演以上を行う、全米RAKUGOツアーに挑戦。6月にはシカゴで「Chicago繁昌亭」と題して桂あさ吉、内海英華が参加し、公演を行った。9月には前年に引き続き、2回目となる全編英語の寄席「New York繁昌亭」を開催し、桂三枝（現：六代桂文枝）も出演した。絵本『牛はどこでもモー!』（鈴木出版）の翻訳なども手掛けている。
1998年、同期入門の桂吉弥、桂米紫、桂文鹿、桂三金と「ラクゴレンジャー」のユニットを結成。「落語の新しい可能性を見つける」べく、古典・新作・改作など様々なチャレンジ企画を通して、多くの観客を集めた（2003年に解散）。
上方らしい陽気で賑やかな高座が持ち味。
2001年に 「大阪府舞台芸術奨励新人制度」奨励新人に指定されてからは、翌2002年に「寝床」で 「大阪文化祭賞」奨励賞を受賞。2003年には「刻うどん」で 「第40回なにわ芸術祭」落語部門最優秀新人賞、大阪府知事賞、大阪市長賞を受賞。以来、「野ざらし」「どうらんの幸助」で 「文化庁芸術祭賞」演芸部門新人賞、自作の「ハル子とカズ子」で「NHK新人演芸大賞」落語部門大賞、「咲くやこの花賞」、「繁昌亭大賞」など、数々の権威ある賞を受賞。 「ハル子とカズ子」「丑三つタクシー」など自作の新作落語のほか、古典落語にも独自の目線から解釈やギャグを加え、笑いの多い噺を追求している。NHKテレビ「笑・神・降・臨」に上方落語家として唯一の出演を果たすなど、注目を集めている。 林家彦いち、三遊亭兼好、コント赤信号の小宮孝泰らと二人会を開催している。落語家以外の古典芸能とのコラボレーション企画にも積極的に挑み、狂言や文楽との共演も数多い。文楽の吉田玉翔、竹本相子太夫、鶴澤清丈らと、「古典芸能らくらくパック」というユニットを組み、子供対象の体験イベントなどを数多く行う。落語作家小佐田定雄・くまざわあかね夫妻原作で、文楽人形の吉田一輔、三味線の内海英華と共演した「落楽（らくらく）」も開催している。
アマチュアの弟子を取っており、自身の高座名に由来した「愉かい亭」という亭号を名乗らせている。門下にいちのせかつみ（愉かい亭マネー…生活経済ジャーナリスト）、水野晶子（愉かい亭びわこ…アナウンサー）など。
小佐田定雄、上方芸能史研究家の前田憲司と共に、江戸・明治・大正時代の歴史に埋もれた「古墳落語」を掘り起こし、現代に蘇らせる企画モノ落語会「発掘カイシ」に取り組み、三遊亭圓朝作品なども復活させている。

### 英語落語
1997年、たまたま知り合った外国人に落語の面白さを上手く伝えられず、悔しい思いをしたことがきっかけで「落語で外国人が笑うのか試してみたい」と、英語落語を始めることを決意した。ネタ選びから始め、1年間かけて準備を重ね、1998年にアメリカ合衆国コロラド州にて英語落語を初公演を行った。演目は「CHIーRIーTOーTEーCHIN（ちりとてちん）」。以来、シンガポール・カナダ・マレーシア・イギリス・オーストラリア・インド・ジャマイカ・ブルネイダルサラーム・フィリピンなど25カ国100都市以上で公演を行う。英語落語で手がけた演目は、「ちりとてちん」「刻うどん」「お玉牛」「動物園」「いらち俥」「持参金」「猫の茶碗」「天狗裁き」「禁酒関所」「ハル子とカズ子」など、20以上。古典以外にも映像を使った新作英語落語「不思議な国、ニッポン」をニューヨークのブロードウェーで900人の観客を前に公演した。その活動が認められ、2007年に文化庁文化交流使に任命。2008年4月から半年間掛けて、アメリカ大陸を一周し、全米30都市以上をキャンピングカーで回って90公演以上を行う「全米RAKUGOツアー」に挑戦した。家族とともにアメリカ大陸を笑いで巡業する姿は、FOX・NBCなど数々の現地テレビメディアにも取り上げられ、アメリカのテレビ番組に数多く生出演した。6月にはシカゴで「Chicago繁昌亭」と題して桂あさ吉、内海英華が参加し、公演を行った。9月には前年に引き続き、2回目となる全編英語の寄席「New York繁昌亭」をプロデュースし、桂三枝（現：六代桂文枝）も出演。NHKドキュメンタリー番組「ブロードウエイを笑わせろ！」として放送された。2000年には国際交流基金の企画で、シドニーオペラハウスコンサートホールで落語会を開催した。世界最大のコメディフェスティバルであるカナダの「Just For Laughs」にも出演。2009年にはアメリカの国立劇場「ケネディセンター」に落語家として初めて出演した。 桂かい枝の英語落語の活動は、2012年春から全国で使われる中学3年生の英語の教科書「One World」（教育出版）、「New Horizon」（東京書籍）、2018年からは高等学校の英語教科書「ELEMENT」（啓林館）、「POLE STAR」（数研出版）にも活動が掲載されている。
「桂かい枝の英語落語絵本シリーズ」として、「まんじゅう怖い」「転失気」「猫の茶碗」（汐文社）、「英語DE落語シリーズ」として「動物園」（鈴木出版）を出版、英語の絵本を翻訳した「牛はどこでもモー！」（鈴木出版）は、小学校2年生の国語の教科書にも取り上げられている。
2007年から大阪樟蔭女子大学の非常勤講師を務め、英語落語の授業を担当。2016年4月1日付で客員教授に就任。

## 得意ネタ
- いらち俥
- 堪忍袋
- 手水廻し
- ちりとてちん

## 受賞歴
- 2001年 「大阪府舞台芸術奨励新人制度」奨励新人に指定
- 2002年 「大阪文化祭賞」奨励賞
- 2003年 「第40回なにわ芸術祭」落語部門最優秀新人賞、大阪府知事賞、大阪市長賞
- 2003年 「文化庁芸術祭賞」演芸部門新人賞
- 2003年 「咲くやこの花賞」
- 2004年 「NHK新人演芸大賞」落語部門大賞
- 2007年12月第5回東西若手落語家コンペティション優勝
- 2008年1月第1回繁昌亭大賞爆笑賞
- 2010年12月第5回繁昌亭大賞創作賞
- 2016年11月 第11回繁昌亭大賞奨励賞[3]
- 2018年11月 第13回繁昌亭大賞

## 出演番組
- NHK教育テレビ「いまから出直し英語塾」
- MBSラジオ「はやみみラジオ!水野晶子です」
- ABCラジオ『歌謡大全集』
- NHK総合「笑・神・降・臨」(2011年1月8日)
- 第二回ABEMA寄席（2020年5月24日、ABEMA）[4]
- 御法度落語 おなじはなし寄席!(2021年2月13日、BS朝日)「いらち俥」
- 芸能きわみ堂（2023年9月15日、NHKEテレ）

## 出版
- 『桂かい枝の英語落語ＣＤブック』（DHC出版）
- 『牛はどこでもモー！』（鈴木出版）
- 『桂かい枝の英語落語(1)猫の茶わん』（汐文社）
- 『桂かい枝の英語落語(2)転失気』（汐文社）
- 『桂かい枝の英語落語(3)まんじゅうこわい』（汐文社）

## DVD
- 『よしもと上方落語をよろしく!!青春さくら組』（㈱よしもとアール・アンド・シー）
  - ヨシモト∞ホール大阪で毎月開かれる「花花寄席」より若手落語家たちの寄席を集めた1枚に「野ざらし」収録。

## 出演舞台
- 劇団パロディフライ番外編『時の旅人・丑』※ブラザーズの一員として出演（2009年4月9日 - 11日、13日）